# Lijst van rijksmonumenten in Hasselt
De plaats Hasselt (Overijssel) telt 74 inschrijvingen in het rijksmonumentenregister. Hieronder een overzicht.
| Object | Oorspronkelijke functie?  | Bouwjaar | Architect                                                 | Locatie                        | Coördinaten?                 | Nr.?   | Afbeelding |
| --- | ------------------------- | --- | --------------------------------------------------------- | ------------------------------ | ---------------------------- | ------ | --- |
| Eenvoudig verdiepingloos huisje | Woonhuis                  | |                                                           | Baangracht 1                   | 52° 35' 29" NB, 6° 5' 31" OL | 20856  | Meer afbeeldingen                                                                                              |
| Eenvoudig verdiepingloos huisje | Woonhuis                  | |                                                           | Baangracht 2                   | 52° 35' 29" NB, 6° 5' 31" OL | 20857  | Meer afbeeldingen                                                                                              |
| Voorm. Nieuwe Gasthuis (17e eeuw: predikantswoning, stadsschoolhuis, Latijnse en Duitse school)                                                                                 | Woonhuis                  | mog. 15e eeuw verb. in 1592, midden 17e eeuw en midden 19e eeuw (gevel)                                                                                                |                                                           | Baangracht 5                   | 52° 35' 29" NB, 6° 5' 31" OL | 20858  | Meer afbeeldingen                                                                                              |
| Voorm. Nieuwe Gasthuis (18e eeuw: Franse kostschool) (19e eeuw: burgemeesterswoning)                                                                                            | Woonhuis                  | mog. 15e eeuw verb. in 1592, midden 17e eeuw, midden 19e eeuw (gevel) en eind 19e eeuw                                                                                 |                                                           | Baangracht 6-7                 | 52° 35' 30" NB, 6° 5' 30" OL | 20859  | Meer afbeeldingen                                                                                              |
| Verdiepingloos pand onder een kap met de nrs. 15-20 | Woonhuis                  | 17e eeuw |                                                           | Baangracht 14                  | 52° 35' 32" NB, 6° 5' 28" OL | 20860  | Verdiepingloos pand onder een kap met de nrs. 15-20                                                            |
| Verdiepingloos pand onder een kap met de nrs. 14 en 16-20 | Woonhuis                  | 17e eeuw |                                                           | Baangracht 15                  | 52° 35' 32" NB, 6° 5' 28" OL | 20861  | Verdiepingloos pand onder een kap met de nrs. 14 en 16-20                                                      |
| Verdiepingloos pand onder een kap met de nrs. 14, 15 en 17-20 | Woonhuis                  | 17e eeuw |                                                           | Baangracht 16                  | 52° 35' 32" NB, 6° 5' 28" OL | 20862  | Verdiepingloos pand onder een kap met de nrs. 14, 15 en 17-20                                                  |
| Verdiepingloos pand onder een kap met de nrs. 14-16 en 18-20 | Werk-woonhuis             | 17e eeuw |                                                           | Baangracht 17                  | 52° 35' 32" NB, 6° 5' 28" OL | 20863  | Verdiepingloos pand onder een kap met de nrs. 14-16 en 18-20                                                   |
| Verdiepingloos pand onder een kap met de nrs. 14-17, 19 en 20 | Woonhuis                  | 17e eeuw |                                                           | Baangracht 18                  | 52° 35' 32" NB, 6° 5' 28" OL | 20864  | Verdiepingloos pand onder een kap met de nrs. 14-17, 19 en 20                                                  |
| Verdiepingloos pand onder een kap met de nrs. 14-18 en 20 | Woonhuis                  | 17e eeuw |                                                           | Baangracht 19                  | 52° 35' 32" NB, 6° 5' 28" OL | 20865  | Verdiepingloos pand onder een kap met de nrs. 14-18 en 20                                                      |
| Verdiepingloos pand onder een kap met de nrs. 14-19 | Woonhuis                  | 17e eeuw |                                                           | Baangracht 20                  | 52° 35' 33" NB, 6° 5' 28" OL | 20866  | Verdiepingloos pand onder een kap met de nrs. 14-19                                                            |
| Huis met puntgevel met halfrond afgedekte top | Werk-woonhuis             | |                                                           | Brouwersgracht 7               | 52° 35' 26" NB, 6° 5' 31" OL | 20867  | Huis met puntgevel met halfrond afgedekte top                                                                  |
| Huis met onder gepleisterde trapgevel met lelie-ankers, zandstenen waterlijsten en afdekplaten (Anne Hubertshuis)                                                               | Woonhuis                  | vroege 17e eeuw (gevel) |                                                           | Brouwersgracht 16              | 52° 35' 24" NB, 6° 5' 31" OL | 20868  | Meer afbeeldingen                                                                                              |
| Huis met gepleisterd puntgeveltje met uitgekraagde toppilaster | Woonhuis                  | |                                                           | Brouwersgracht 18              | 52° 35' 24" NB, 6° 5' 31" OL | 20869  | Meer afbeeldingen                                                                                              |
| De Zwaluw | Industrie- en poldermolen | 1784 1857 (herb. na brand) 1964 en 1996-'97 (rest.) |                                                           | Steenendijk 7                  | 52° 35' 19" NB, 6° 5' 40" OL | 20870  | Meer afbeeldingen                                                                                              |
| Huis met geheel herstelde puntgevel met zandstenen waterlijsten en uitgekraagde toppilaster op consoles met engelenkopje                                                        | Werk-woonhuis             | 17e eeuw |                                                           | Heerengracht 1                 | 52° 35' 28" NB, 6° 5' 32" OL | 20871  | Meer afbeeldingen                                                                                              |
| Huis met gevel met in- en uitgezwenkte zijkanten, top- en hoekpilasters op zandstenen consoles en bakstenen tandlijst (Telvorenshuis)                                           | Woonhuis                  | 1592 |                                                           | Heerengracht 6                 | 52° 35' 27" NB, 6° 5' 33" OL | 20872  | Meer afbeeldingen                                                                                              |
| Sober pandje met gepleisterde gevel | Woonhuis                  | |                                                           | Heerengracht 14                | 52° 35' 25" NB, 6° 5' 34" OL | 20873  | Meer afbeeldingen                                                                                              |
| Sober pandje met gepleisterde gevel (Mulertshuis) | Woonhuis                  | |                                                           | Heerengracht 15                | 52° 35' 25" NB, 6° 5' 34" OL | 20874  | Meer afbeeldingen                                                                                              |
| Fors pand met lijstgevel (Schultehuis) | Woonhuis                  | waarsch. eind 16e eeuw begin 19e eeuw (gevel) |                                                           | Heerengracht 16                | 52° 35' 25" NB, 6° 5' 33" OL | 20875  | Meer afbeeldingen                                                                                              |
| Eenvoudig verdiepingloos huisje | Woonhuis                  | 17e eeuw |                                                           | Heerengracht 25                | 52° 35' 23" NB, 6° 5' 32" OL | 20877  | Meer afbeeldingen                                                                                              |
| Eenvoudig verdiepingloos huisje | Woonhuis                  | 17e eeuw |                                                           | Heerengracht 26                | 52° 35' 22" NB, 6° 5' 32" OL | 20878  | Meer afbeeldingen                                                                                              |
| 't Hooge Huys | Woonhuis                  | begin 17e eeuw |                                                           | Heerengracht 27                | 52° 35' 22" NB, 6° 5' 31" OL | 20879  | Meer afbeeldingen                                                                                              |
| Huis met bakstenen puntgevel met waterlijsten en uitgekraagde toppilaster met sieranker                                                                                         | Woonhuis                  | 1613 |                                                           | Hofstraat 22                   | 52° 35' 30" NB, 6° 5' 22" OL | 20880  | Meer afbeeldingen                                                                                              |
| Huis met eenvoudig bakstenen puntgeveltje | Woonhuis                  | 1611 |                                                           | Hofstraat 24                   | 52° 35' 30" NB, 6° 5' 22" OL | 20881  | Meer afbeeldingen                                                                                              |
| Huis met gepleisterde lijstgevel met empire-schuiframen op de verdieping | Werk-woonhuis             | vroege 19e eeuw (schuiframen) ca. 1860 (winkelpui) |                                                           | Hoogstraat 8                   | 52° 35' 28" NB, 6° 5' 20" OL | 20882  | Meer afbeeldingen                                                                                              |
| Huis met lijstgevel met ingezwenkte zijkanten en met schuiframen en winkel-ingangspartij uit de bouwtijd                                                                        | Werk-woonhuis             | vroege 19e eeuw (gevel) |                                                           | Hoogstraat 10                  | 52° 35' 28" NB, 6° 5' 19" OL | 20883  | Meer afbeeldingen                                                                                              |
| Huis met gerestaureerde puntgevel met zandstenen waterlijsten en afdekplaten en uitgekraagde toppilaster op zandstenen console met engelenkopje                                 | Woonhuis                  | in opzet 15de-eeuws ca. 1630-1639 (verb. en gevel) 1750-1800 (ramen achterhuis) 1959-'61 (rest.)                                                                       | Ph. Bolt (1959-'61)                                       | Hoogstraat 12                  | 52° 35' 29" NB, 6° 5' 19" OL | 20884  | Meer afbeeldingen                                                                                              |
| Huis met eenvoudige gepleisterde gevel met rechte kroonlijst, twee gevelstenen met eenhoorns in rolwerk-cartouches, steen met engelenkopje en sierankers (Huis met de eenhoorn) | Woonhuis                  | 1611 |                                                           | Hoogstraat 24                  | 52° 35' 30" NB, 6° 5' 19" OL | 20885  | Meer afbeeldingen                                                                                              |
| Ten dele onderkelderd hoekpand met verdieping en rechte kroonlijst onder schilddak met voordeur en dakkapel in Lodewijk XVI-/Empirestijl                                        | Woonhuis                  | 1600-1650 (kern) 18e-19e eeuw (aanbouw) 1800-1850 (gevel) |                                                           | Hoogstraat 28                  | 52° 35' 31" NB, 6° 5' 19" OL | 20886  | Meer afbeeldingen                                                                                              |
| Huis met gepleisterde lijstgevel met ingezwenkte zijkanten | Woonhuis                  | |                                                           | Hoogstraat 30                  | 52° 35' 31" NB, 6° 5' 19" OL | 20887  | Meer afbeeldingen                                                                                              |
| Heilige Geestgasthuis, voorm. ziekenzaal (Olde Gasthuys) (1582-1611: stadswaag)                                                                                                 | Woonhuis                  | ca. 1500 ca. 1630 (verb./gevel) 1969 (rest.) | Th.G. Verlaan (1969)                                      | Hoogstraat 33 Rosmolenstraat 1 | 52° 35' 31" NB, 6° 5' 20" OL | 20888  | Meer afbeeldingen                                                                                              |
| Diep ten dele vrijstaand huis met gepleisterde buitenmuren en verdieping on der schilddak                                                                                       | Woonhuis                  | 1500-1550 (voorhuis) 1550-1575 (achterhuis) begin 19e eeuw (verb./gevel)                                                                                               |                                                           | Hoogstraat 40                  | 52° 35' 33" NB, 6° 5' 18" OL | 20889  | Meer afbeeldingen                                                                                              |
| Huis met bakstenen gevel met rechte kroonlijst, empire-schuiframen en eenvoudig bovenlicht                                                                                      | Woonhuis                  | vroege 19e eeuw (schuiframen) |                                                           | Hoogstraat 42-44               | 52° 35' 33" NB, 6° 5' 19" OL | 20890  | Meer afbeeldingen                                                                                              |
| voorm. Stadsburgerschool | Woonhuis                  | 1802 (verb.) |                                                           | Hoogstraat 49                  | 52° 35' 32" NB, 6° 5' 20" OL | 20891  | Meer afbeeldingen                                                                                              |
| Eenvoudig pand met gewijzigde vensters onder zadeldak achter gevel met nr. 53                                                                                                   | Woonhuis                  | |                                                           | Hoogstraat 51                  | 52° 35' 33" NB, 6° 5' 20" OL | 20892  | Eenvoudig pand met gewijzigde vensters onder zadeldak achter gevel met nr. 53                                  |
| Eenvoudig pand onder zadeldak met deur met bovenlicht en vensters met roedenverdeling, achter gevel met nr. 51                                                                  | Woonhuis                  | |                                                           | Hoogstraat 53                  | 52° 35' 33" NB, 6° 5' 20" OL | 20893  | Eenvoudig pand onder zadeldak met deur met bovenlicht en vensters met roedenverdeling, achter gevel met nr. 51 |
| Pand met lijstgevel onder schilddak, aanbouw en gewijzigde vensters | Werk-woonhuis             | 19e eeuw (verb.) |                                                           | Hoogstraat 57                  | 52° 35' 33" NB, 6° 5' 21" OL | 20894  | Meer afbeeldingen                                                                                              |
| Huis met trapgevel met zandstenen afdekkingen en waterlijsten, toppilaster en gerestaureerd bovenstuk                                                                           | Woonhuis                  | vroege 17e eeuw (gevel) |                                                           | Hoogstraat 67                  | 52° 35' 34" NB, 6° 5' 22" OL | 20895  | Meer afbeeldingen                                                                                              |
| Oude Stadhuis | Bestuursgebouw en onderdl | eind 15e eeuw (westdeel) 1550 (oostdeel) 1632 en 1724 (verb.) 1820-'26 (herstel) 1907-'08 (rest.)                                                                      | J.J. Bode (1820-'26) P.J.H. en J.Th.J. Cuypers (1907-'08) | Markt 1                        | 52° 35' 27" NB, 6° 5' 22" OL | 20896  | Meer afbeeldingen                                                                                              |
| Eenvoudig pand met een zijgevel als puntgevel en lange gevel aan de straat | Woonhuis                  | ca. 1800 |                                                           | Markt 2                        | 52° 35' 27" NB, 6° 5' 23" OL | 20897  | Meer afbeeldingen                                                                                              |
| Dubbel pand met gepleisterd onderstuk en met rechte kroonlijst (De Zon, eerder de Moriaan))                                                                                     | Woonhuis                  | |                                                           | Markt 3                        | 52° 35' 27" NB, 6° 5' 24" OL | 20898  | Meer afbeeldingen                                                                                              |
| Hoekpand met negenruitsvensters op de verdieping onder schilddak met kroonlijst op klossen                                                                                      | Werk-woonhuis             | ca. 1880 |                                                           | Markt 4, Nieuwstraat 2         | 52° 35' 27" NB, 6° 5' 25" OL | 20899  | Meer afbeeldingen                                                                                              |
| Grote of Sint-Stephanuskerk | Kerk en kerkonderdeel     | 1400-'66 (herb.) uitbr. in 1496-'97 en 1501-'03 1558 en 1596 (toren) herst. in 1582, 1657 en 1725 midden 19e eeuw (verb.) 1955-'57 (rest. toren) 1963-'68 (rest. kerk) | Ph. Bolt (1955-'57) R. Offringa (1963-'68)                | Markt 8                        | 52° 35' 26" NB, 6° 5' 22" OL | 20900  | Meer afbeeldingen                                                                                              |
| Huis met puntgevel met enkele trappen en uitgekraagde toppilaster (De Bonte Os)                                                                                                 | Woonhuis                  | 1627 |                                                           | Nieuwstraat 7                  | 52° 35' 27" NB, 6° 5' 26" OL | 20901  | Meer afbeeldingen                                                                                              |
| Pand met rechte kroonlijst en jonger benedendeel | Woonhuis                  | |                                                           | Nieuwstraat 8                  | 52° 35' 28" NB, 6° 5' 26" OL | 20902  | Meer afbeeldingen                                                                                              |
| Eenvoudig pand met rechte kroonlijst en schuiframen op de verdieping | Woonhuis                  | 19e eeuw (schuiframen) |                                                           | Nieuwstraat 10                 | 52° 35' 28" NB, 6° 5' 26" OL | 20903  | Meer afbeeldingen                                                                                              |
| Huis met puntgevel met toppilaster en jonger benedendeel | Woonhuis                  | |                                                           | Nieuwstraat 14                 | 52° 35' 28" NB, 6° 5' 27" OL | 20904  | Meer afbeeldingen                                                                                              |
| Zeer eenvoudig pand met rechte lijst | Woonhuis                  | |                                                           | Nieuwstraat 12                 | 52° 35' 28" NB, 6° 5' 27" OL | 20905  | Meer afbeeldingen                                                                                              |
| Huis met puntgevel met halfrond afgedekte top | Woonhuis                  | |                                                           | Nieuwstraat 16                 | 52° 35' 28" NB, 6° 5' 27" OL | 20906  | Huis met puntgevel met halfrond afgedekte top                                                                  |
| Eenvoudig pand met rechte kroonlijst | Woonhuis                  | |                                                           | Prinsengracht 2                | 52° 35' 28" NB, 6° 5' 29" OL | 20907  | Meer afbeeldingen                                                                                              |
| Huis met ingezwenkte halsgevel met halfronde zandstenen topafdekking | Werk-woonhuis             | 1750-1800 |                                                           | Prinsengracht 3                | 52° 35' 29" NB, 6° 5' 29" OL | 20908  | Meer afbeeldingen                                                                                              |
| Hoogst eenvoudig verdiepingloos pandje met gepleisterde gevel | Woonhuis                  | 17e eeuw |                                                           | Prinsengracht 8                | 52° 35' 30" NB, 6° 5' 28" OL | 20909  | Meer afbeeldingen                                                                                              |
| Hoogst eenvoudig verdiepingloos pandje met gepleisterde gevel (voormalige stadsboerderij)                                                                                       | Woonhuis                  | 17e eeuw |                                                           | Prinsengracht 9-10             | 52° 35' 30" NB, 6° 5' 28" OL | 20910  | Meer afbeeldingen                                                                                              |
| Pand met gepleisterde gevel en rechte kroonlijst | Werk-woonhuis             | 17e eeuw |                                                           | Prinsengracht 17               | 52° 35' 31" NB, 6° 5' 26" OL | 20911  | Meer afbeeldingen                                                                                              |
| Pand met gepleisterde gevel en rechte kroonlijst | Woonhuis                  | 17e eeuw |                                                           | Prinsengracht 18               | 52° 35' 32" NB, 6° 5' 26" OL | 20912  | Meer afbeeldingen                                                                                              |
| Verminkt pand met gepleisterde voorgevel | Woonhuis                  | 17e eeuw |                                                           | Ridderstraat 1                 | 52° 35' 25" NB, 6° 5' 23" OL | 20913  | Meer afbeeldingen                                                                                              |
| Sober pand met rechte kroonlijst | Woonhuis                  | |                                                           | Markt 7                        | 52° 35' 27" NB, 6° 5' 24" OL | 20914  | Meer afbeeldingen                                                                                              |
| Eenvoudig verdiepingloos winkelpand met rechte kroonlijst | Woonhuis                  | |                                                           | Ridderstraat 8                 | 52° 35' 26" NB, 6° 5' 24" OL | 20915  | Meer afbeeldingen                                                                                              |
| Eenvoudig pand onder aan de voorzijde afgewolfd zadeldak met jongere voorgevel                                                                                                  | Woonhuis                  | |                                                           | Ridderstraat 9a                | 52° 35' 24" NB, 6° 5' 24" OL | 20916  | Meer afbeeldingen                                                                                              |
| Armen- en Wezenhuis (de Rechterense Huizen) | Sociale zorg, liefdadigh. | oorspr. late 15e eeuw 1778 (verb.) midden 19e eeuw (kap, voorgevel) |                                                           | Ridderstraat 22a-24            | 52° 35' 24" NB, 6° 5' 25" OL | 20917  | Meer afbeeldingen                                                                                              |
| Pand bestaande uit twee huizen, waarvoor een voorhuis staat evenwijdig aan de straat en onder dwars schilddak                                                                   | Woonhuis                  | 1500-1550 1800-1825 (voorgevel) |                                                           | Ridderstraat 40-42             | 52° 35' 23" NB, 6° 5' 29" OL | 20918  | Meer afbeeldingen                                                                                              |
| Vis- of Waterpoort | Fort, vesting en -onderdl | mog. 1350-1375 1657 (ingemetselde kogel) 1957 (rest.) |                                                           | Ridderstraat (Vispoort)        | 52° 35' 23" NB, 6° 5' 24" OL | 20919  | Meer afbeeldingen                                                                                              |
| Pakhuis van baksteen onder hoog zadeldak | Opslag                    | 1618 |                                                           | Rosmolenstraat 3-5             | 52° 35' 31" NB, 6° 5' 22" OL | 20920  | Meer afbeeldingen                                                                                              |
| Pakhuis van baksteen onder hoog zadeldak | Opslag                    | |                                                           | Rosmolenstraat 1               | 52° 35' 31" NB, 6° 5' 21" OL | 20921  | Meer afbeeldingen                                                                                              |
| Historische zeewering | Waterkering en -doorlaat  | 1558 of ouder 1982 (rest.) |                                                           | Steenendijk                    | 52° 35' 13" NB, 6° 5' 52" OL | 20922  | Meer afbeeldingen                                                                                              |
| Schildhoudende leeuw | Gedenkteken               | mog. 16e eeuw |                                                           | bij Justitie Bastion 1         | 52° 35' 26" NB, 6° 5' 17" OL | 20923  | Meer afbeeldingen                                                                                              |
| Vestinggrachten met bastions | Gracht                    | 14e-17e eeuw |                                                           | Rondom en in oude stad         | 52° 35' 34" NB, 6° 5' 3" OL  | 20924  | Meer afbeeldingen                                                                                              |
| Twee kalkovens | Industrie                 | ca. 1850 vernieuwd in 1947 en ca. 1970 1981 (rest.) |                                                           | Kalkovenwegje 3                | 52° 35' 32" NB, 6° 5' 38" OL | 489135 | Meer afbeeldingen                                                                                              |
| Heilige Stephanuskerk, buitenkapel | Kerk en kerkonderdeel     | 1933 |                                                           | Eiland 22                      | 52° 35' 21" NB, 6° 5' 35" OL | 508109 | Upload foto |
| Heilige Stephanuskerk, pastorie | Kerkelijke dienstwoning   | 1933 |                                                           | Eiland 24                      | 52° 35' 20" NB, 6° 5' 36" OL | 508110 | Meer afbeeldingen                                                                                              |
| Heilige Stephanuskerk, kruiskerk | Kerk en kerkonderdeel     | 1932-'33 | G.Th. Ruberg                                              | Eiland 22                      | 52° 35' 21" NB, 6° 5' 35" OL | 508111 | Meer afbeeldingen                                                                                              |
| Diamantenbolwerk | Fort, vesting en -onderdl | 1606-1623 |                                                           | Diamanten Bolwerk              | 52° 35' 13" NB, 6° 5' 50" OL | 525506 | Upload foto |